# Alfred Körner

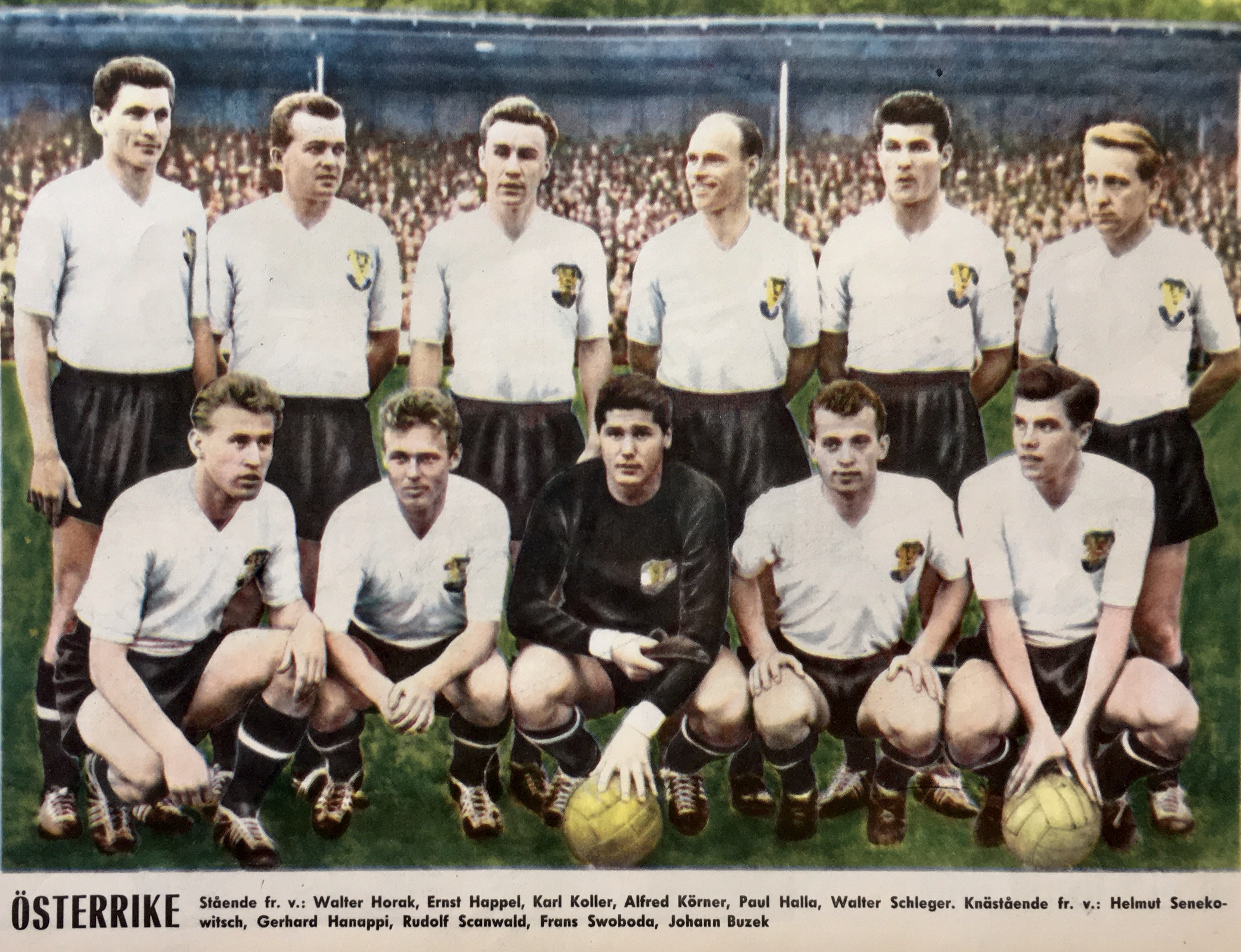
Österreichische Nationalmannschaft aus dem Jahre 1958 – Bild zeigt 2. Reihe stehend v. l.: Walter Horak, Ernst Happel, Karl Koller, Alfred Körner, Paul Halla, Walter Schleger; 1. Reihe hockend v. l.: Helmut Senekowitsch, Gerhard Hanappi, Rudolf Szanwald, Franz Swoboda und Johann Buzek

Alfred Körner  (* 14. Februar 1926 in Wien; † 23. Jänner 2020 ebenda) war ein österreichischer Fußballspieler. Der Stürmer wurde mit seinem Verein SK Rapid Wien sieben Mal österreichischer Meister und Cup-Sieger 1945/46. Mit der österreichischen Nationalmannschaft erreichte er bei der Weltmeisterschaft 1954 in der Schweiz den 3. Platz, den größten Erfolg der österreichischen Fußball-Geschichte. Im Viertelfinale erzielte er im 7:5 gewonnenen Spiel gegen die Schweiz, der sogenannten Hitzeschlacht von Lausanne, zwei Tore für Österreich. Das Spiel ist bis heute das trefferreichste der WM-Historie.

## Leben
Alfred Körner war in seiner Position als Stürmer sowohl bei Rapid Wien als auch in der österreichischen Fußballnationalmannschaft sehr erfolgreich. Als Bruder des älteren Robert Körner erhielt er den Beinamen „Körner II“. Gemeinsam mit seinem Bruder Robert – der Rechtsaußen hatte den Beinamen „Körner I“ – bildete er das beste Brüderpaar, das je für Rapid Wien spielte.
Höhepunkte seiner Karriere waren zwei WM-Teilnahmen (Fußball-Weltmeisterschaft 1954 – 3. Platz und Fußball-Weltmeisterschaft 1958 – Gruppenphase) sowie insgesamt sieben österreichische Meistertitel und der ÖFB-Cup-Sieg 1945/46 mit Rapid Wien.
Von 1942 bis 1959 trug Körner 17 Saisonen lang den Rapid-Dress und erzielte in 283 Meisterschaftsspielen insgesamt 157 Tore. 1950/1951 gewann der Linksaußen mit Rapid einen Vorläufer des Europacups, den Zentropacup, der als Initiative gedacht war, den 1940 eingestellten Mitropacup wieder aufleben zu lassen. Seine Karriere als Fußballspieler ließ er von 1959 bis 1963 bei Admira Wien ausklingen.
Von 1964 bis 1967 war Alfred Körner Trainer des First Vienna FC.
Bis zuletzt nahm er aktiv am Vereinsleben seines Herzensklubs Rapid teil, war Mitglied des Ethikrats und besuchte laut Rapid jedes Heimspiel. Anlässlich seines 90. Geburtstag wurde der Hauptbewerb des Rapidlaufs, bei dem Körner das Startsignal gab, in Alfred-Körner-Lauf benannt.
Am 23. Jänner 2020 starb Körner nach kurzer Krankheit rund drei Wochen vor seinem 94. Geburtstag in seiner Heimatstadt Wien. Er wurde am 6. Februar 2020 am Baumgartner Friedhof bestattet.

## Erfolge

### Verein
- 7× Österreichischer Meister (1945/46, 1947/48, 1950/51, 1951/52, 1953/54, 1955/56, 1956/57)
- 1× Österreichischer Cupsieger (1945/46)
- Zentropacup-Sieger 1951

### Nationalmannschaft
- WM-Dritter 1954
- WM-Teilnahme 1958

## Auszeichnungen
- 2006 Silbernes Ehrenzeichen für Verdienste um das Land Wien